# Barygenys flavigularis
Espèce
Statut de conservation UICN

 DD  : Données insuffisantes
Barygenys flavigularis est une espèce d'amphibiens de la famille des Microhylidae.

## Répartition
Cette espèce est endémique de Papouasie-Nouvelle-Guinée. Son aire de répartition concerne les montagnes dans les environs de Wau, dans la province de Morobe, entre 2 100 et 2 600 m d'altitude,.

## Étymologie
Le nom spécifique flavigularis vient du latin flavus, jaune, et de gula, la gorge, en référence à son aspect.

## Publication originale
- Zweifel, 1972 : Results of the Archbold Expeditions No. 97. A revision of the frogs of the subfamily Asterophryinae, family Microhylidae. Bulletin of the American Museum of Natural History, vol. 148, p. 411-546 (texte intégral).